# Proud Prophet
Proud Prophet foi um jogo de guerra jogado pelos Estados Unidos que começou no dia 20 de junho de 1983 e foi criado por Thomas Schelling. A simulação foi feita em tempo real durante a Guerra Fria. Proud Prophet foi jogado para testar propostas e estratégias como resposta ao fortalecimento militar da União Soviética. Foram propostas várias estratégias, que incluíam ataques nucleares demonstrativos, guerra nuclear limitada e ataques de decapitação. Então presidente dos Estados Unidos Ronald Reagan e sua administração se depararam com o dilema de descobrir como os Estados Unidos deveriam responder aos programas nucleares soviéticos, ao mesmo tempo que descobriam qual estratégia seria a mais eficaz.